# Vjačeslav Konstantinovič Pleve
Vjačeslav Konstantinovič Pleve, in russo Вячесла́в Константи́нович Пле́ве? (Meščovsk, 20 aprile 1846 – San Pietroburgo, 28 luglio 1904), è stato un politico russo, ricoprì numerose cariche politiche e governative durante il regno dello zar Nicola II. Tra le varie cariche che ricoprì vi è quella di ministro degli interni dell'Impero russo e di segretario di Stato del Granducato di Finlandia (Stato satellite della monarchia dei Romanov).

## Biografia
Unico figlio di Konstantin Pleve, insegnante, e di Elizaveta Michajlovna Šamaev, figlia di un proprietario terriero. Nel 1851 la famiglia Pleve si trasferì a Varsavia, dove Kostantin accettò un lavoro come insegnante.
Dopo la laurea in legge all'Università di Mosca diventò assistente procuratore nel 1867 e parallelamente iniziò a ricoprire alcuni ruoli minori nel ministero della giustizia. Come assistente procuratore lavorò nella procura di Vladimir, per poi diventare procuratore a Vologda, la sua carriera in magistratura proseguì e nel 1876 lasciò le piccole città per diventare assistente procuratore a Varsavia, infine nel 1879 divenne procuratore capo a San Pietroburgo. Proprio in questa veste nel 1881 sarà chiamato ad investigare sulla morte dello zar Alessandro II. In seguito entrò nel ministero degli interni come direttore del dipartimento di polizia, per poi diventare vice-ministro sotto Dmitrij Tolstoj e Ivan Durnovo.
Nel 1899 diventò segretario di stato del Granducato di Finlandia, ovvero il rappresentante degli interessi del Granducato nella corte imperiale di San Pietroburgo.
Nell'aprile del 1902 il ministro degli interni Dmitrij Sipjagin fu assassinato e Pleve fu chiamato a sostituirlo. In questa carica fu un chiaro bersaglio per i rivoluzionari che tentarono tre volte di assassinarlo tra il 1903 e il 1904. Un quarto attentato, organizzato dal provocatore della polizia Evno Azef, fu portato a termine il 28 luglio 1904 (15 luglio secondo il vecchio calendario). Morì dilaniato, in modo particolarmente brutale, da una bomba, lanciata, ed esplosa, all'interno della sua carrozza. Autore materiale del delitto fu Egor Sozonov, terrorista dell'Organizzazione di combattimento interna al partito dei social-rivoluzionari.